# Vicente Biurrun
José Vicente Fernández Biurrun (São Paulo, 1 de Setembro de 1959) é um ex-futebolista hispano-brasileiro. Notabilizou-se como único brasileiro a ter jogado pelo Athletic Bilbao, clube famoso por sua política restrita a futebolistas oriundos do País Basco (nativos ou, como ele, ali crescidos) ou, como também no caso dele, a descendentes de bascos.
Curiosamente, ele também defendeu a rival Real Sociedad, inclusive em tempos em que este clube adotava medida similar, só abrindo-se livremente a partir de 1989 para estrangeiros sem origens bascas; e ainda o Osasuna, outro rival local do Athletic. Biurrun igualmente jogou pela própria seleção basca.
Comentando em 2017 sobre ter vivido diversos lados dos dérbis bascos, afirmou que "torço pela Real, mas a equipe que mais me reconhece é o Athletic. Em Bilbao vivi os melhores anos da minha carreira e ali, ainda hoje, me sinto querido e apreciado. Ao Osasuna sempre agradecerei que me desse a oportunidade de estrear e jogar na primeira divisão".
No idioma basco, seu nome é referido como Bixente Biurrun. Além dele, o outro brasileiro a ter defendido o Athletic foi um técnico, cargo para a qual o clube não se restringe - sendo de 1958 a 1961 treinado por Martim Francisco.

## Sua relação com o Brasil
Seus pais eram bascos a trabalho em São Paulo, cidade em que nasceu, crescendo no bairro do Brás; sua família, sem conseguir prosperar em negócio próprio, voltou à terra de origem quando Biurrun tinha cinco anos de idade. Sair tão cedo o fazia ter memórias limitadas de seu tempo no Brasil, bem como inviabilizou que viesse a aprender a língua portuguesa.
Declararia em entrevista à revista Placar em 2021 sentir-se mais basco do que brasileiro; já havia comentado algo parecido ao jornal Mundo Deportivo em 1986, declarando-se basco "pelos quatro cantos" e, sobre São Paulo, que "nasci ali por circunstâncias, meus pais são de San Sebastián". Na mesma nota à Placar, contou ainda que jamais chegara a voltar à terra de nascença, embora também revelasse que a ligação com ela lhe faz torcer pela seleção brasileira nas Copas do Mundo FIFA, bem como pelo Corinthians, ainda mantendo preservadas fotos infantis trajando o uniforme alvinegro; entre 1961 e 1962, este clube possuía em seu elenco o espanhol José Ufarte, que viria a jogar a Copa do Mundo FIFA de 1966 pela Espanha.
Biurrun chegou a enfrentar clubes brasileiros em amistosos. Em agosto de 1989, defendeu o Athletic Bilbao contra o Fluminense, em empate em 0-0 em San Mamés. Ele se recorda especialmente de derrota de 4-2 no Troféu Cidade de Barcelona para o São Paulo em 1991, pelo Espanyol, duelo que repercutiu no Brasil especialmente por representar uma volta de Telê Santana ao estadi de Sarrià, onde o treinador fora derrotado com a seleção brasileira na Copa do Mundo FIFA de 1982.

## Carreira em clubes

### Campeão sem jogar na Real Sociedad
Biurrun cresceu na cidade de San Sebastián, terra da Real Sociedad. Iniciou-se no futebol em times de praia, sendo inscrito pela Real desde a equipe do Danak de Heriz. Inicialmente, militou em jogos da Segunda División B (a terceira divisão espanhola) pela equipe B, apelidada Sanse. Foi incorporado ao time principal em julho de 1981, juntando-se a Roberto López Ufarte (marroquino de nascença) como um raro jogador alviazul nascido no exterior, embora fossem considerados espanhóis "para todos os efeitos" em função da ancestralidade; na época, o clube ainda adotava política de restringir-se a jogadores bascos, tal como o rival Athletic Bilbao, a quem inclusive havia influenciado a igualmente restringir-se desde a década de 1910; a Real só passou em 1989 a abrir-se livremente a estrangeiros sem origens bascas, o que viria a incluir os também brasileiros Júlio César, Luiz Alberto, Rossato, Sávio, Jonathas e Willian José.
Ainda em agosto de 1981, a equipe adulta testou Biurrun no segundo tempo de vitória de 3-0 em duelo basco com o Alavés, em amistoso festivo aos 300 anos da cidade de Vitoria-Gasteiz. Contudo, a concorrência com Luis Arkonada, então o melhor goleiro espanhol, foi um empecilho para que o novato triunfasse no elenco principal. Recém-campeã de La Liga pela primeira vez, na temporada 1980-81, a Real sagrou-se na temporada 1981-82 bicampeã espanhola seguida, únicos títulos dos txuri-urdin até hoje na competição. Na de 1982-83, o time venceu a Supercopa da Espanha e foi semifinalista tanto na Copa do Rei como na Liga dos Campeões da UEFA. Visto como maior goleiro do clube e um dos principais da Europa, Arkonada era também o capitão do elenco donostiarra, ao passo que Biurrun passara aquelas duas temporadas basicamente sem minutos em campo.
O brasileiro pudera jogar alguns outros amistosos pela Real, incluindo um contra a seleção francesa, na preparação desta para a Copa do Mundo FIFA de 1982. Biurrun, embora chegasse a ter figurinha em álbum de cromos da temporada 1982-83 de La Liga, era no antigo Atotxa apenas a terceira opção de goleiro, com Pedro Otxotorena sendo o reserva imediato de Arkonada. Desconsiderando-se cinco amistosos que havia jogado até dezembro de 1982, Biurrun no máximo pôde ser inscrito no banco de reservas em algumas partidas, diante de lesões pontuais de Otxotorena, mas sem chegar a ser colocado no gramado. Biurrun descreveria em 2016 a sensação mista de ser recorrentemente campeão sem jogar como "uma prisão muito bonita"; ainda em 1982, declarava-se "uma pessoa ambiciosa" com "todo o tempo do mundo pela frente" para triunfar "na Real... ou em qualquer outro lugar".

### Ídolo no Osasuna
Seguindo sem espaço na Real, veio a ser negociado com o Osasuna. Na equipe da Navarra, pôde finalmente estrear em La Liga, em 6 de setembro de 1983. Contudo, inicialmente foi reserva também no novo clube, dessa vez para Javier Vicuña. Mas, ao fim, sobressaiu-se com duas temporadas consideradas como brilhantes em Pamplona, chegando a disputar Liga Europa da UEFA; foi ao fim da temporada 1984-85, no que representou a primeira vez em que o time, 6º colocado, classificou-se a alguma competição continental. Em El Sadar, a origem brasileira e ter defendido um pênalti do brasileiro sevillista Carlos Alberto Pintinho fizeram com que Biurrun acabasse inclusive apelidado de "Pintinho" também. No início da temporada seguinte, chegou a interessar em setembro o Real Madrid; em outubro, recebeu uma primeira convocação à seleção espanhola.
Com o tempo, aquelas temporadas seriam vistas como estabilizadoras dos Rojillos na Primeira Divisão Espanhola. O goleiro acabou contratado em 1986 pelo Athletic Bilbao, como substituto de Andoni Zubizarreta, em negociação intrincada que envolveu o próprio novo clube de Zubizarreta, o Barcelona; foi a equipe catalã quem pagou diretamente aos navarros por Biurrun para então doar o passe dele aos bilbaínos em troca de Zubi, como abatimento do preço deste. O brasileiro inicialmente imaginava que iria ser reserva de Zubizarreta no Athletic e, sem desejar reviver a situação já experimentada com Arkonada, só concordou com a negociação exatamente por conta da participação dos blaugranas; até então, estava mais atraído por proposta paralela do Atlético de Madrid. A contratação foi especialmente complicada porque envolveu a própria Real Sociedad, ainda detentora de metade dos direitos do goleiro mesmo após tê-lo negociado com o Osasuna três anos antes; chegou a haver protestos do ex-clube precisamente por declarar ter recebido menos dinheiro do que lhe caberia.
Na época, a rivalidade entre Athletic e Osasuna ainda não estava acesa, só florescendo a partir da década de 1990. Biurrun despediu-se sob aplausos como osasunista: ao ser substituído aos 20 minutos de vitória amistosa por 3-0 sobre o Bordeaux em 9 de maio de 1986, foi ovacionado pela plateia navarra.

### Ídolo no Athletic Bilbao
Uma vez em Bilbao, logo se firmou na titularidade, apoiado pelo ídolo local José Ángel Iríbar, histórico ex-goleiro do time. Desde que Iríbar parara de jogar, a torcida dos Leones, embora amparasse inicialmente cada sucessor, costumava criar desconfianças instantâneas a partir da primeira falha cometida, o que impedia que os substitutos conseguissem se firmar de modo duradouro. O próprio Iríbar era então o treinador do clube e, em novembro de 1986, a rápida aprovação do brasileiro era notícia no jornal Mundo Deportivo: "substituir Zubi não é tarefa fácil para ninguém, mas entre o que o Barcelona pagou e a chegada de Vicente Biurrun, está claro que o Athletic não fez um mal negócio".
Biurrun viria a ser reconhecido como um goleiro sóbrio e sem estridências; o brasileiro era em San Mamés bem avaliado também como de boa regularidade, potente nas pernas e com bons reflexos, com boa presença sob as traves, características distantes do paradigma tradicional de goleiros do Athletic. Ao fim da temporada 1986-87, o brasileiro foi considerado pelo Mundo Deportivo como o terceiro melhor goleiro daquela edição de La Liga, abaixo de Zubizarreta e de Thomas N'Kono; nela, seu clube foi semifinalista da Copa do Rei, ainda que em campanha que acabou ofuscada pelo título da rival Real Sociedad. Em meio àquela temporada, Biurrun iniciara uma série de jogos pela seleção olímpica da Espanha, com uma convocação inicial ainda em fevereiro de 1987.
À altura da reta final da temporada seguinte, na segunda quinzena de maio de 1988, Biurrun foi similarmente considerado pelo mesmo jornal como um dos cinco melhores jogadores daquela edição de La Liga e o melhor avaliado do Athletic, além de segundo melhor goleiro, abaixo de Luis Arkonada. Inclusive, em meio àquela temporada foi noticiado que parcela substancial da torcida do Barcelona estava insatisfeita com Zubizarreta e expressava, em referência àquela complexa negociação em 1986, que deveria ter sido o brasileiro o goleiro contratado pelo Barça. Já o Atlético de Madrid, em declaração de seu presidente , manifestou publicamente em abril de 1988 o desejo em contratar Biurrun, oferecendo Julio Salinas em troca.
Biurrun também foi reconhecido ao fim da temporada 1988-89, momento em que foi novamente sondado pelo Real Madrid. Os bascos, naquela ocasião, enfatizaram que o brasileiro seria "intransferível".
Contudo, o Athletic teve uma temporada 1989-90 considerada decepcionante, apenas em 12º lugar, creditada pelo brasileiro a uma entressafra no plantel após a saída dos últimos remanescentes da taça anterior vencida pelo clube, datada de 1984. O goleiro, que até então vinha sendo regularmente convocado à seleção principal no ciclo para a Copa do Mundo FIFA de 1990, acabaria de fora do Mundial.

### Respeitado no Espanyol, novamente sem lugar na Real
Ao fim da temporada 1989-90, o Espanyol - ainda autodenominado "Español" - não conseguia acertar um novo contrato com seu ídolo Thomas N'Kono, cujo preço para renovação estava considerado alto demais pelos blanquiazules. N'Kono viria a ser negociado com o Sabadell para viabilizar-se a contratação de Biurrun como substituto do camaronês. O novo goleiro deixou grande impressão desde o início, defendendo pênaltis de Fernando Hierro e de Francisco Villaroya para dar ao Espanyol o Troféu Cidade de Barcelona sobre o Real Madrid, em 25 de agosto.
Biurrun seria reconhecido também na Catalunha, a ponto de a torcida espanyolista chegar a referir-se a ele como "Muro Biurrun" atrás de uma das traves do antigo estadi de Sarrià. Biurrun jogou todos os minutos nas suas duas primeiras temporadas em La Liga pela nova equipe, prestigiado pelos treinadores pericos Luis Aragonés e Javier Clemente, dentre outros. Em ambas, o time precisou lutar contra o rebaixamento, com sucesso. Na terceira, o brasileiro perdeu a posição para Emilio, e nela o Espanyol terminou rebaixado, pela quarta vez na história.
Inicialmente, ele permaneceu em Barcelona para a disputa da Segunda Divisão Espanhola. Contudo, não chegou a entrar em campo; com a perda de espaço, no decorrer da temporada 1993-94 ele acertou um regresso à Real Sociedad. Estendeu então a carreira por mais duas temporadas, embora na reserva de Alberto. Chegara ao estádio Anoeta a pedido do treinador John Toshack com expectativas de titularidade e enfim disputar partidas competitivas pelo clube onde se formara e pelo qual torce, em momento no qual o concorrente vinha sob questionamentos. Mas reconheceria em 2016 que "logo Alberto ficou fenomenal e só joguei seis partidas".
Após parar de jogar aos 36 anos, seguiu vinculado ao futebol como agente de jogadores.

## Trajetória em seleções

### No ciclo para a Copa de 1986
A boa fase ainda no Osasuna rendeu a Biurrun em outubro de 1985 uma primeira convocação à seleção espanhola, em uma lista de trinta nomes para a avaliação do treinador Miguel Muñoz já com vistas à Copa do Mundo FIFA de 1986; dezesseis deles seriam selecionados para um amistoso no México dali a uns dias. Biurrun era o único osasunista entre os chamados. No treino recreativo entre titulares e reservas no estádio Vicente Calderón, Muñoz utilizou na equipe vista como "principal" os goleiros Andoni Zubizarreta e Juan Carlos Ablanedo, ao passo que na secundária o goleiro que começou jogando foi Javier Urruti. Biurrun o substituiu a partir do intervalo e, para surpresa da mídia, o quadro reserva, que perdia por 1-0, soube vencer por 2-1.
O brasileiro, contudo, jamais conseguiria entrar em campo pela equipe principal da Espanha, normalmente pela concorrência com Zubizarreta. Para a ocasião do Mundial de 1986, foram levados precisamente Zubizarreta, Ablanedo e Urruti. Curiosamente, se houvesse ido ao torneio, Biurrun poderia se ver adversário exatamente da seleção brasileira, oponente da Roja em 1º de junho, em Guadalajara. Teria sido o primeiro nativo do Brasil a enfrenta-lo como jogador na Copa do Mundo FIFA; a primazia veio a caber a Alexandre Guimarães, pela Costa Rica, em 1990, após Otto Glória (por Portugal, em 1966) e Didi (pelo Peru, em 1970) já terem vivenciado como treinadores a experiência.
Biurrun não foi o primeiro brasileiro convocado pela Espanha. Antes dele, a Furia havia utilizado uma vez Heraldo Bezerra, em 1973, e Evaristo de Macedo fora abertamente desejado para a Copa do Mundo FIFA de 1962, embora se negasse. A partir da década de 1990, a naturalização tornou-se mais comum, com Donato, Catanha, Marcos Senna, Thiago Alcântara, Diego Costa e Rodrigo Moreno.

### Titular na Espanha olímpica no ciclo aos Jogos de 1988
Na ocasião do futebol nos Jogos Olímpicos de Verão de 1988, tal campeonato já não era restrito a jogadores amadores, como se deu até a edição 1984, e ainda não era um torneio basicamente juvenil, fórmula adotada a partir da de 1992; a competição na Coreia do Sul seguiria livre a qualquer futebolista amador, mas permitiria jogadores profissionais de qualquer idade, desde que estes houvessem figurado em no máximo uma só partida da Copa do Mundo FIFA, incluindo-se eliminatórias, e houvessem atuado menos de 90 minutos no jogo em questão. O formato favoreceu sobretudo quem jamais havia jogado a Copa do Mundo, mesmo que eventualmente convocado para ela: o próprio Juan Carlos Ablanedo, reserva no Mundial de 1986, foi o goleiro usado no primeiro compromisso espanhol no pré-olímpico da UEFA, ainda em 19 de novembro de 1986 (empate em 1-1 com a Suécia em Vallecas).
Nesse cenário, nas eliminatórias pré-olímpicas Biurrun não teve as concorrências de Luis Arkonada e Andoni Zubizarreta, titulares da seleção espanhola nas Copas de 1982 e 1986 (respectivamente), e assim começou a receber oportunidades mais concretas. Foi chamado inicialmente em fevereiro de 1987 pelo treinador Miguel Muñoz para o duelo em Dublin contra a Irlanda. Em seu grupo, a Espanha já estava sob contexto de grande necessidade de pontuar. Naquela ocasião, o goleiro utilizado foi Francisco Buyo, em empate em 2-2. Muñoz voltou a não utilizar Biurrun para o compromisso seguinte, em maio, preferindo Ablanedo em derrota de 2-1 em Budapeste para a Hungria, partida que tornou as chances de classificação espanhola bastante menores.
Para o duelo subsequente, em 23 de setembro, com Muñoz ocupado para compromisso simultâneo da seleção principal, o treinador da equipe olímpica foi Mariano Moreno. Biurrun foi o goleiro utilizado, mas a derrota de 2-0 para a Suécia, fora de casa, praticamente acarretou na precoce eliminação dos espanhóis para as Olimpíadas de Seul; o jornal Mundo Deportivo avaliou que o goleiro não teve culpa nos gols que sofreu, de Jonas Thern e de Jan Hellström. Pelas regras da FIFA na época, aquela partida também significaria que Biurrun jamais poderia ser aproveitado pela seleção brasileira; só em 2004 é que a entidade tornou a flexibilizar a possibilidade de jogadores trocarem de seleções.
Ele seguiu utilizado nos compromissos seguintes de 1987 no pré-olímpico: derrota de virada por 2-1 em Burgos para a França, em 13 de outubro, resultado que eliminou de vez a Espanha, treinada pontualmente por Jesús María Pereda; e esteve na vitória de 1-0 em Melilha dos Pereda Boys sobre a Hungria, em 18 de novembro. O jogo posterior, outra vez sob Pereda, em revanche contra os franceses, deu-se já em 23 de março de 1988. Em Le Havre, Biurrun atuou em empate em 1-1 com os Bleus.
Para o compromisso pré-olímpico final, contra a Irlanda, Muñoz novamente foi o treinador e esperava-se que usasse Ablanedo. Biurrun, que havia estreado em 10 de maio pela seleção basca, acabou sendo o titular contra os irlandeses, em 18 de maio. O jogo, empate em 2-2 em Albacete, foi um duelo em que a imprensa local reconheceu a vontade e domínio maior dos espanhóis em um duelo em que as duas seleções já se encontravam previamente desclassificadas.

### Jogando pelo País Basco
Em 10 de maio de 1988, a seleção basca atuou pela primeira vez desde 1980. Foi também apenas sua quarta partida desde 1938, em função da proibição imposta pelo franquismo entre 1938 e 1979. O jogo foi contra o clube inglês Tottenham Hotspur, derrotado por 4-0. Luis Arkonada foi o goleiro titular e Biurrun o substituiu a partir do intervalo, quando a vitória do chamado Euskadi, em Bilbao, estava em 2-0, acompanhada por 20 mil pessoas o San Mamés.
O treinador foi José Ángel Iríbar, que chamou o brasileiro após Andoni Zubizarreta ter sua presença negada pelo Barcelona. Dentre os que jogaram, estiveram Genar Andrinúa, Agustín Gajate, Pedro Uralde, Txiki Begiristain, Ion Andoni Goikoetxea e Julio Salinas contra o clube de Terry Fenwick, John Metgod, Steve Hodge, Chris Waddle e do treinador Terry Venables.
Dias depois, Biurrun esteve em campo por um combinado não-oficial de bascos da Primeira Divisão Espanhola, também treinado por Iríbar. Em 26 de maio, foi derrotado em Logroño por 2-1 pelo Logroñés, em jogo festivo de despedida a um ídolo deste clube.
A partida seguinte propriamente da seleção basca só viria em março de 1990. Biurrun foi titular, novamente no San Mamés, em amistoso para 12 mil pessoas utilizado pela Romênia como preparativo para a Copa do Mundo FIFA de 1990. No empate em 2-2, o brasileiro atuou novamente com Andrinúa e Ion Andoni Goikoextea, além de Rafael Alkorta, Andoni Goikoetxea e Alberto Górriz. Sofreu gols de Gavril Balint e Iosif Rotariu, enfrentando ainda Gheorghe Hagi, Dan Petrescu, Gheorghe Popescu, Marius Lăcătuș, Ilie Dumitrescu, Gheorghe Liliac, Emil Săndoi, dentre outros.

### No ciclo para a Copa de 1990
Em maio de 1988, além da estreia pela seleção basca (no dia 10), do compromisso final com a seleção olímpica (no dia 18) e de uma atuação por um combinado de bascos da Primeira Divisão Espanhola (no dia 26), no dia 28 o brasileiro atuou em Málaga por uma seleção não-oficial da Associação dos Futebolistas Espanhóis, em vitória de 2-0 sobre a Sampdoria. Mas, apesar dessa sequência de jogos e de ter sido titular da seleção olímpica na virada de 1987 para 1988, Biurrun acabou não levado pelo treinador Miguel Muñoz à Eurocopa 1988. Somente dois goleiros podiam ser convocados à Euro e o escolhido para a reserva de Andoni Zubizarreta foi Francisco Buyo, embora na época o próprio Zubizarreta padecesse de críticas severas. Havia inclusive quem opinasse que deveria ter sido o brasileiro o goleiro contratado pelo Barcelona em 1986 e não Zubi, que terminou defendido pelo próprio Biurrun naquele momento:
"Não gosto de entrar em comparações, nem com Zubi e nem com nenhum companheiro. Se algum torcedor do Barça acredita que eu deveria ter sido a contratação e não Andoni, será opinião sua; eu, pessoalmente, estou contente com a transferência que se deu então e me sinto feliz em Bilbao com os diretores, os companheiros e o público. De Andoni Zubizarreta, só posso dizer que é o melhor goleiro, inclusive nas atuais circunstâncias de sua equipe. Está na seleção e será por alguma razão; talvez possa haver dois ou três goleiros do seu nível, na atualidade, mas Andoni merece estar entre os escolhidos de Muñoz. Quanto a meu caso, só posso dizer que creio me encontrar entre os melhores, mas sem me comparar com ninguém. Cada um temos nossas virtudes e defeitos. Em Bilbao me comparavam com Zubi na minha chegada, e é algo que nunca desejei. Zubi tem suas qualidades e eu, as minhas; cada um com a sua. Me parece mal a atitude do público seguidor do Barcelona; também está na seleção e é um excelente goleiro. Não é justo o que lhe estão fazendo. Para o momento que vive sua equipe, Zubi está sereno e com confiança, e isso é o que vale. 
Em janeiro de 1989, o treinador espanhol já era Luis Suárez, que tornou a convocar Biurrun à seleção principal, ainda que sempre para a reserva de Zubizarreta; inicialmente, foi para duelo em Belfast contra a Irlanda do Norte, pelas eliminatórias à Copa do Mundo FIFA de 1990. Luisito explicou na ocasião que "Biurrun merece estar na seleção e hei de dizer que aqui tinha bastante goleiros para escolher". Naquele contexto, o reserva imediato de Zubizarreta era novamente Juan Carlos Ablanedo, que estava seriamente lesionado.
O goleiro titular elogiou: Zubizarreta declarou na época que Biurrun "é um grande goleiro. Se adaptou muito bem ao jogo do Athletic e desde que está em San Mamés, melhorou muito. Também se nota os anos de experiência na primeira divisão. Penso que mereceu essa convocação. Que ele e eu estejamos juntos na seleção, penso que deve ser um motivo de orgulho para o pessoal que trabalha com os goleiros no Athletic. É um detalhe a se ter em conta". Aquela mesma convocação foi também a primeira de Fernando Hierro.
O goleiro do Athletic se manteve também na convocação seguinte, em março de 1989, para duelo contra Malta; mas, para a subsequente, contra a Irlanda, o brasileiro foi a ausência notada, em abril, com Suárez preferindo oportunizar a José Manuel Otxotorena a vaga de reserva de Zubizarreta. Ainda em outubro de 1989, o técnico Suárez incluiu Biurrun em lista preliminar da seleção, com 34 jogadores, para a Copa do Mundo FIFA de 1990.
Biurrun viria a somar sete convocações à seleção principal, sem chegar a entrar em campo, contra cinco de Otxotorena. Contudo, perderia lugar com a recuperação de Ablanedo, mais prestigiado junto a Suárez e reconvocado a partir de março de 1990, momento em que o brasileiro, embora fosse titular naquele mesmo mês pela seleção basca, já estava visto como a quarta opção de goleiro da espanhola - à frente de Buyo, mas atrás de Otxotorena e de Ablanedo para as vagas de reserva de Zubizarreta; contra Biurrun, também pesava a temporada ruim de 1989-90 do Athletic, apenas 12º colocado em La Liga.
O goleiro do Athletic acabaria mesmo de fora da lista final da Espanha para a Copa de 1990, atrapalhado pelo alto nível dos concorrentes, de acordo com a avaliação do Mundo Deportivo após o anúncio oficial da lista, em maio; o jornal diagnosticou naquele momento que "Zubizarreta é um 'número um' indiscutível, goleiro de provada estirpe internacional e baluarte firme da nossa equipe. A escolha dos reservas era relativamente polêmica. Otxotorena tem consolidado um alto prestígio em La Liga e Ablanedo é outro homem que oferece garantias por sua regularidade e portentosos reflexos. As alternativas de Buyo e Biurrun eram dignas de estudo, mas em nenhum caso definitivas. Entre as traves, o problema era magnífico: sobravam candidatos".
Em 2021, ele recordava com bom humor sobre o corte, declarando de modo risonho à revista Placar que "ao menos me deram um relógio de consolação, dei de presente para minha mulher". Naquele mesmo ano de 1990, já após o Mundial, Brasil e Espanha tornaram a se encontrar (vitória espanhola por 3-0, em amistoso realizado em setembro em Gijón), novamente sem Biurrun presente por qualquer lado: Zubizarreta e Ablanedo foram os goleiros empregados por Suárez, enquanto o treinador brasileiro Paulo Roberto Falcão utilizou Velloso.

## Títulos

### Real Sociedad
- Campeonato Espanhol de Futebol: 1981-82
- Supercopa da Espanha: 1982

### Espanyol
- Troféu Cidade de Barcelona: 1990